# Opsine
Opsine su naseljeno mjesto u sastavu općine Doboj, Republika Srpska, BiH.

## Stanovništvo
| Opsine             |              |
| godina popisa      | 1991.        |
| Srbi               | 334 (95,16%) |
| Hrvati             | 1 (0,28%)    |
| Muslimani          | 0            |
| Jugoslaveni        | 2 (0,57%)    |
| ostali i nepoznato | 14 (3,99%)   |
| ukupno             | 351          |